# Natural Bridge (Nova York)
Natural Bridge és una concentració de població designada pel cens dels Estats Units a l'estat de Nova York. Segons el cens del 2000 tenia 392 habitants.

## Demografia
Segons el cens del 2000, Natural Bridge tenia 392 habitants, 145 habitatges, i 100 famílies. La densitat de població era de 108,9 habitants per km².
Dels 145 habitatges en un 36,6% hi vivien nens de menys de 18 anys, en un 49% hi vivien parelles casades, en un 15,2% dones solteres, i en un 31% no eren unitats familiars. En el 22,1% dels habitatges hi vivien persones soles el 8,3% de les quals corresponia a persones de 65 anys o més que vivien soles. El nombre mitjà de persones vivint en cada habitatge era de 2,7 i el nombre mitjà de persones que vivien en cada família era de 3,03.
Per edats la població es repartia de la següent manera: un 29,6% tenia menys de 18 anys, un 6,4% entre 18 i 24, un 30,9% entre 25 i 44, un 23,2% de 45 a 60 i un 9,9% 65 anys o més.
L'edat mediana era de 34 anys. Per cada 100 dones de 18 o més anys hi havia 93 homes.
La renda mediana per habitatge era de 26.838 $ i la renda mediana per família de 25.662 $. Els homes tenien una renda mediana de 18.571 $ mentre que les dones 15.536 $. La renda per capita de la població era de 10.349 $. Entorn del 20,4% de les famílies i el 26,4% de la població estaven per davall del llindar de pobresa.